# Jürgen Cominotto
Jürgen Cominotto (* 1952 in Bremen) ist ein deutscher Bildhauer und Künstler. Er ist ein Schüler von Waldemar Otto.

## Biografie

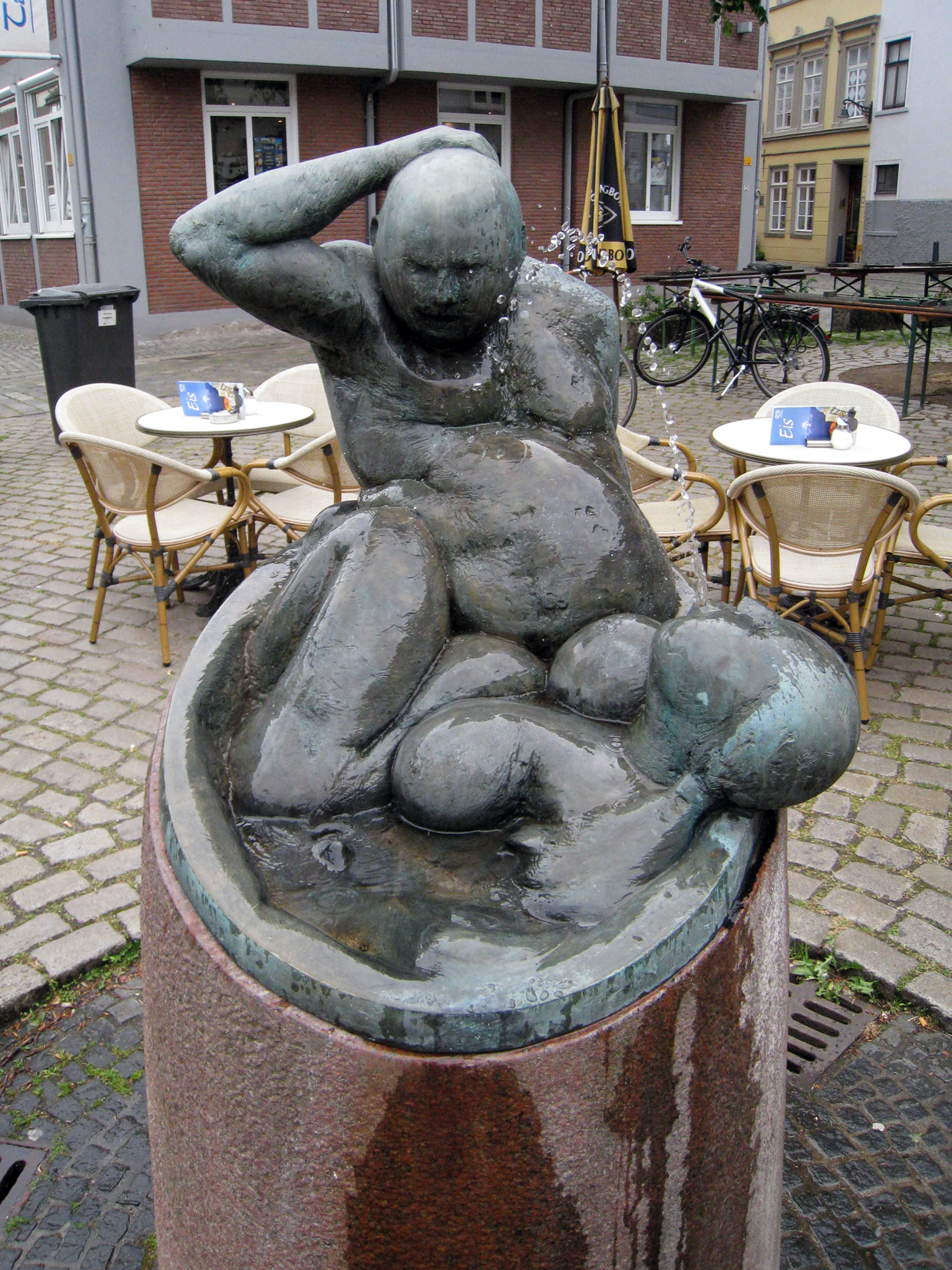
Skulptur Beim Bade im Schnoor

Im Jahr 1978 begann Jürgen Cominotto das Studium der Bildhauerkunst an der Hochschule für Künste Bremen in Bremen bei Waldemar Otto. Nach seinem Diplom arbeitete er als freier Bildhauer.
Seit 1994 ist er als Kunsttherapeut tätig und beschäftigt sich im Rahmen dieser Tätigkeit mit Menschen in der Psychotherapie. Er lebt und arbeitet zurzeit bei Dresden.
Das bekannteste Werk ist die 1985 entstandene Skulptur Beim Bade in der Altstadt Bremens. Mit dem Entwurf gewann Cominotto einen Wettbewerb, bei dem es darum ging, einen zeitgemäßen Bezug zu den mittelalterlichen Badehäusern herzustellen. Der obere Teil besteht aus Bronze und stellt drei Menschen im Badezuber dar. Der Sockel stellt den Badezuber dar und ist aus Granit gehauen. Im Inneren der Skulptur befindet sich eine Wasserleitung, über die ein kleiner Springbrunnen gespeist wird. Im Winter wird das Wasser jedoch wegen Frostgefahr abgestellt. Die Skulptur ersetzte einen älteren Brunnen, der historisch nachweisbar vor dem Schifferhaus in Bremen gestanden hat.
Im Auftrag von Kunstliebhabern wurden von diesem Werk zwei weitere, gleich große Ausfertigungen hergestellt. Eine davon befand sich bis zum Frühjahr 2008 im Park eines Altenheims in Oldenburg. Im Dezember 2007 wurde der Bronzeaufsatz des Brunnens in Bremen gestohlen. Als Ersatz wurde der Aufsatz aus Oldenburg verwendet, so dass das Kunstwerk in Bremen im März 2008 wieder vollständig war.

## Werke (Auswahl)
- 1986 Badestubenbrunnen (Beim Bade), Bremen im Schnoor vor dem Schifferhaus; später auch in Oldenburg
- 1985 Neptun und Nixen, Oldenburg
- 1986 Sandstein-Stele, Bremen-Vegesack auf der Gerhard-Rohlfs-Straße
- 1987 Ottilie Hoffmann (Skulptur) in Bremen - Mitte, Ostertorsteinweg/Ecke Wulwesstraße